# Oryzopsis micrantha
Oryzopsis micrantha är en gräsart som först beskrevs av Carl Bernhard von Trinius och Franz Josef Ivanovich Ruprecht, och fick sitt nu gällande namn av George Thurber. Oryzopsis micrantha ingår i släktet Oryzopsis och familjen gräs. Inga underarter finns listade i Catalogue of Life.